# Rubenidzi

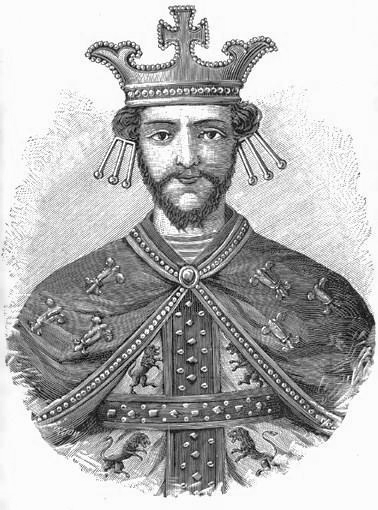
Leon I

Rubenidzi (ormiański: Ռուբինեաններ), zwani czasem także Rupenidami – nazwa ormiańskiej dynastii, panującej w różnych częściach Cylicji od XI wieku. Nazwa pochodzi od założyciela rodu- Rubena I. Jej przedstawiciele byli książętami Armenii Mniejszej a z czasem udało im się zdobyć koronę królewską. Panowali do połowy XIII wieku, kiedy to ich miejsce zajęła dynastia Hetumidów. 
Armenia Mniejsza pod ich rządami nawiązała bliskie relacje z krajami europejskimi i krzyżowcami, odgrywając bardzo ważną rolę w czasie wypraw krzyżowych. Często to właśnie Ormianie zaopatrywali łacinników w prowiant, dostarczali im przewodników i wspierali w walkach. Sojusze były zazwyczaj przypieczętowywane małżeństwami z przedstawicielami europejskim dynastii i rodów rycerskich. Mariaże, współpraca polityczna i gospodarcza zaowocowały silnymi, wzajemnymi wpływami kulturowymi. 

## Książęta Armenii Mniejszej
- Ruben I (1080-1095)
- Konstantyn I (1095-1102)
- Toros I (1102-1129)
- Konstantyn II (1129)
- Leon I (1129-1140)
- Toros II (1140-1169)
- Ruben II (1169-1170)
- Mleh (1170-1175)
- Ruben III (1175-1187)
- Leon II (1187-1198)

## Królowie Armenii Mniejszej
- Leon I (1198-1219)
- Izabela I (1219-1252)